# Хлань Максим Сергійович
Максим Сергійович Хлань (нар. 27 січня 2003, Житомир, Україна) — український футболіст, півзахисник польського клубу «Гурник» (Забже). Учасник Олімпійських ігор 2024 у складі олімпійської збірної України.

## Кар'єра
Максим Хлань, який народився у місті Житомир, розпочав займатись футболом в академії київського «Динамо», після чого 2015 року потрапив до школи львівських «Карпат».
Він дебютував у складі першої команди «Карпат» на матчі Прем'єр-ліги в рамках львівського дербі проти «Львова» 27 червня 2020 року, замінивши на 75 хвилині Володимира Танчика. Цей матч так і залишився єдиним для гравця, а команда за підсумками сезону була виключена з вищого дивізіону.
У січні 2021 року підписав контракт з іншим клубом української Прем'єр-ліги «Зорею» (Луганськ).
13 серпня 2025 року приєднався до польського клубу «Гурник» (Забже) на правах вільного агента. Контракт розрахований на два роки до 30 червня 2027 та передбачає опцію продовження.